# Tiefbrunn

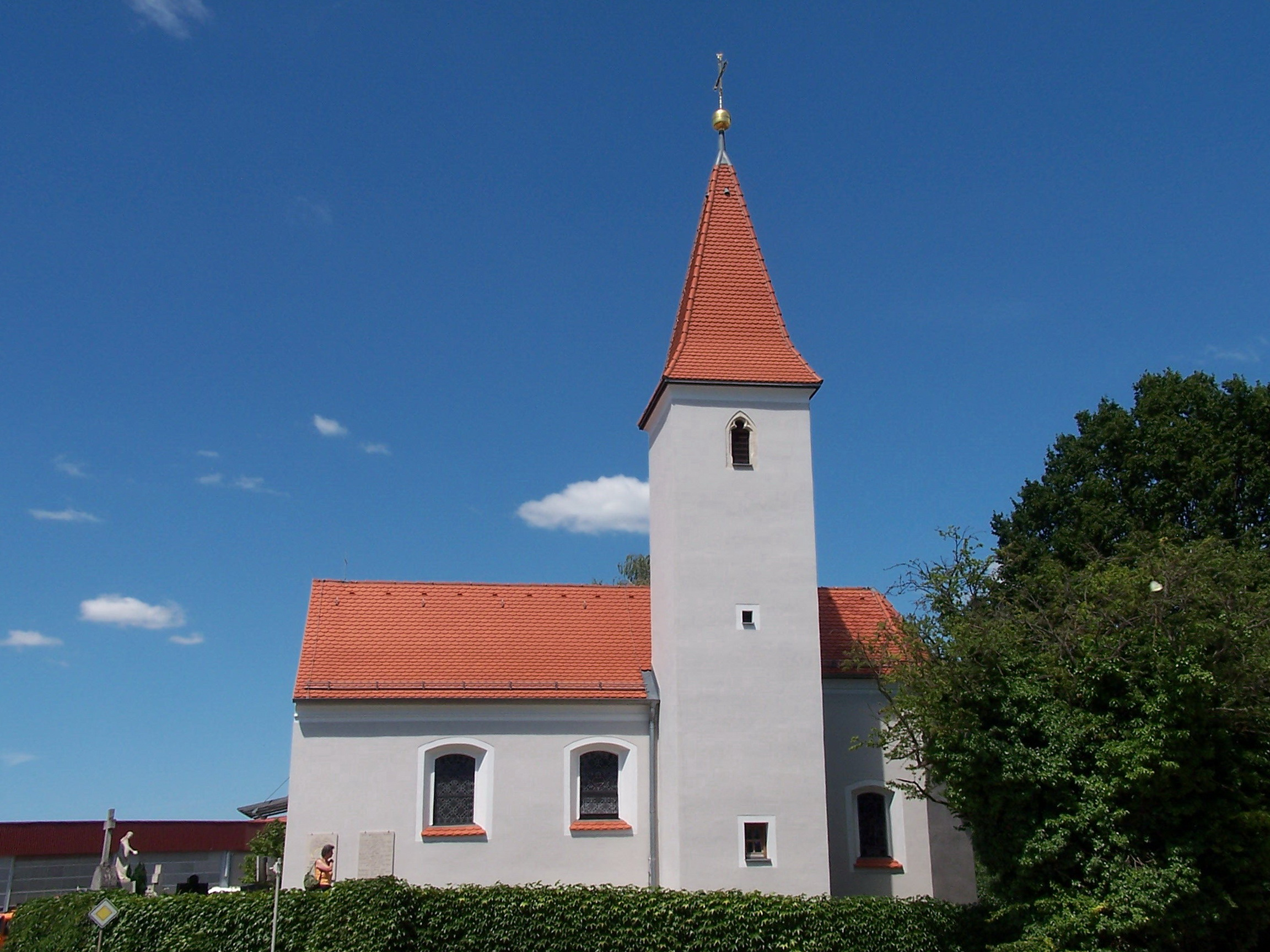
Sankt Stephan in Tiefbrunn

Tiefbrunn ist ein Ortsteil der Gemeinde Mintraching und eine Gemarkung im Landkreis Regensburg (Bayern).

## Lage
Das Kirchdorf liegt südlich der Pfatter an der Staatsstraße 2111 und hat 72 Einwohner (Stand: 31. Dezember 2021).

## Geschichte
Die Gemeinde Tiefbrunn hatte 1925 eine Fläche von 295,37 Hektar und keine weiteren Ortsteile. Die höchste Einwohnerzahl der Gemeinde war 155 im Jahr 1905. 1946 wurde Tiefbrunn nach Moosham eingemeindet. Am 1. Mai 1978 kam das Kirchdorf durch die Eingliederung der Gemeinde Moosham zur Gemeinde Mintraching.

## Bauwerke
Katholische Filialkirche St. Stephan: Saalbau mit eingezogenem Chor, abgewalmtem Satteldach und Flankenturm mit Zwiebelhaube, frühgotisch, Chorwölbung 15. Jahrhundert; Friedhofsmauer, ringförmige Anlage, wohl mittelalterlich.